# デシオ・ヴィラレス

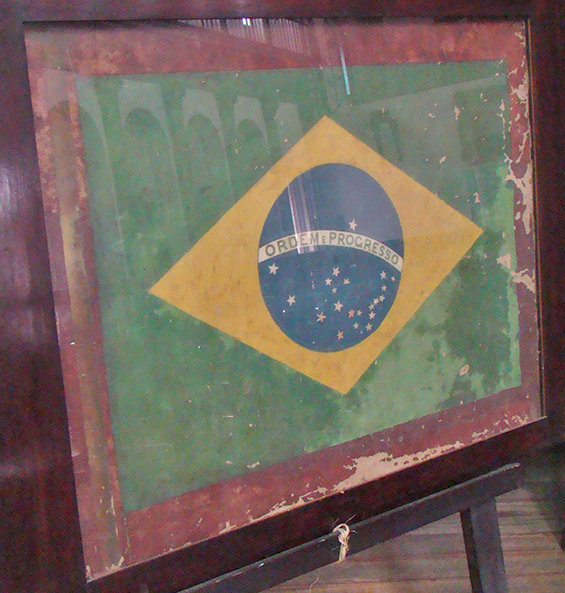
ブラジル国旗の原型(1889年)

デシオ・ヴィラレス（Décio Rodrigues Villares、1851年12月1日 - 1931年6月21日）はブラジルの画家、彫刻家、イラストレーターである。1889年に制定されたブラジルの国旗をデザインしたことや、 ポルト・アレグレのジュリオ・デ・カスティリョス記念碑(Monumento a Júlio de Castilhos)をデザインしたことなどで知られている。

## 略歴
リオデジャネイロで、1843年のブラジル自由派の反乱鎮圧に参加した軍人の息子に生まれた。父親の兄弟も帝政ブラジルの有力者であった。リオデジャネイロの名門学校(Colégio Pedro II)で学び、リオデジャネイロのブラジル帝国美術アカデミー（Academia Imperial de Belas Artes）に入学した。美術アカデミーではビクトル・メイレレス、ペドロ・アメリコらに学んだ。
1870年からペドロ・アメリコとその弟で、帝国美術アカデミーの学生であったアウレリオ・デ・フィゲイレド(Aurélio de Figueiredo: 1854-1916)が刊行していた風刺雑誌「Comédia Social」にカリカチュアを、提供するようになった。
理由は不明であるがデシオ・ヴィラレスは美術アカデミーの授業をしばしば欠席し、海外留学の資格を競う展覧会に作品を提出することもなくなり、アカデミーを中退した。
1872年にパリに渡り、アレクサンドル・カバネルの工房で学び、9年間ヨーロッパに滞在し、1874年のパリのサロンに出展し賞も得た。イタリアに滞在していたペドロ・アメリコを訪ね、アメリコの絵のモデルも務めた。
1881年にブラジルに帰国すると、ブラジル国立博物館から依頼されて1892年の人類学展覧会(Exposição antropológica de 1882)に展示する、80点の様々な民族の人々を描いた絵画をアウレリオ・デ・フィゲイレともに描いた。この展覧会で画家としての評価を得ることになった。
1887年にアルメイダ・ジュニオールと、ビクトル・メイレレスの後任として帝国美術アカデミーの教授に推薦されたが、2人は辞退し、3年後、ヴィラレスとアウレリオ・デ・フィゲイレは、美術アカデミーの教育方法の改革とアカデミーの廃止を提案した美術家グループの一人になった 。
1889年11月に帝政が倒され共和制が成立した後、ブラジルの新国旗が求められるとデオドロ・ダ・フォンセカ大統領のもとで、実証主義使徒の会長ハイムンド・テイシェイラ・メンデスやリオデジャネイロ工科学校教授のマヌエル・ペレイラ・ヘイスのアイデアをもとにヴィラレスがデザインを具体化した。
ブラジルでは彫刻家としても活動し、1910年からジュリオ・デ・カスティロス(1860–1903)のポルト・アレグレの記念碑の制作に取り組み、1913年に完成した。
1931年にリオデジャネイロで没した。

## 作品

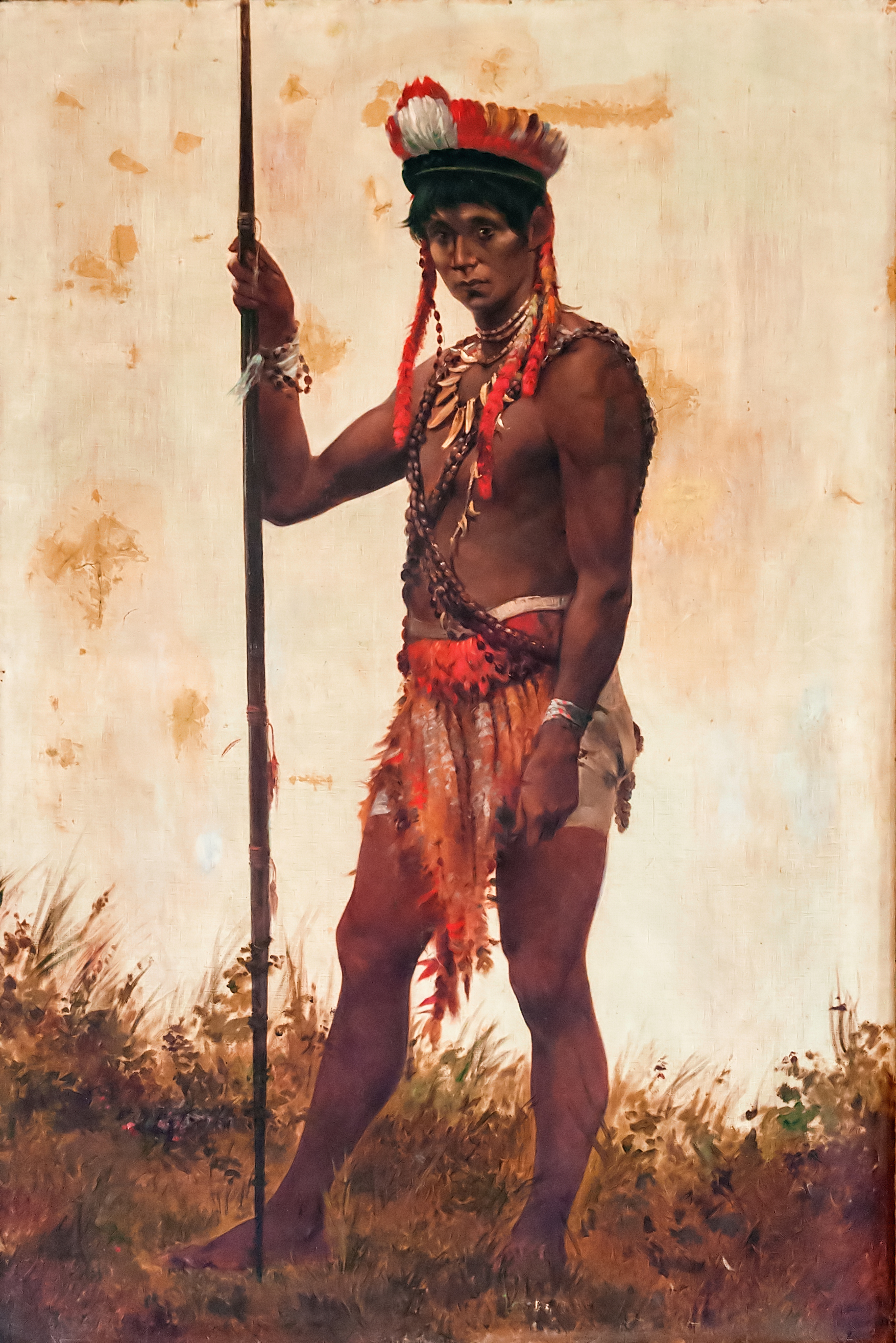
人類学展覧会のための作品
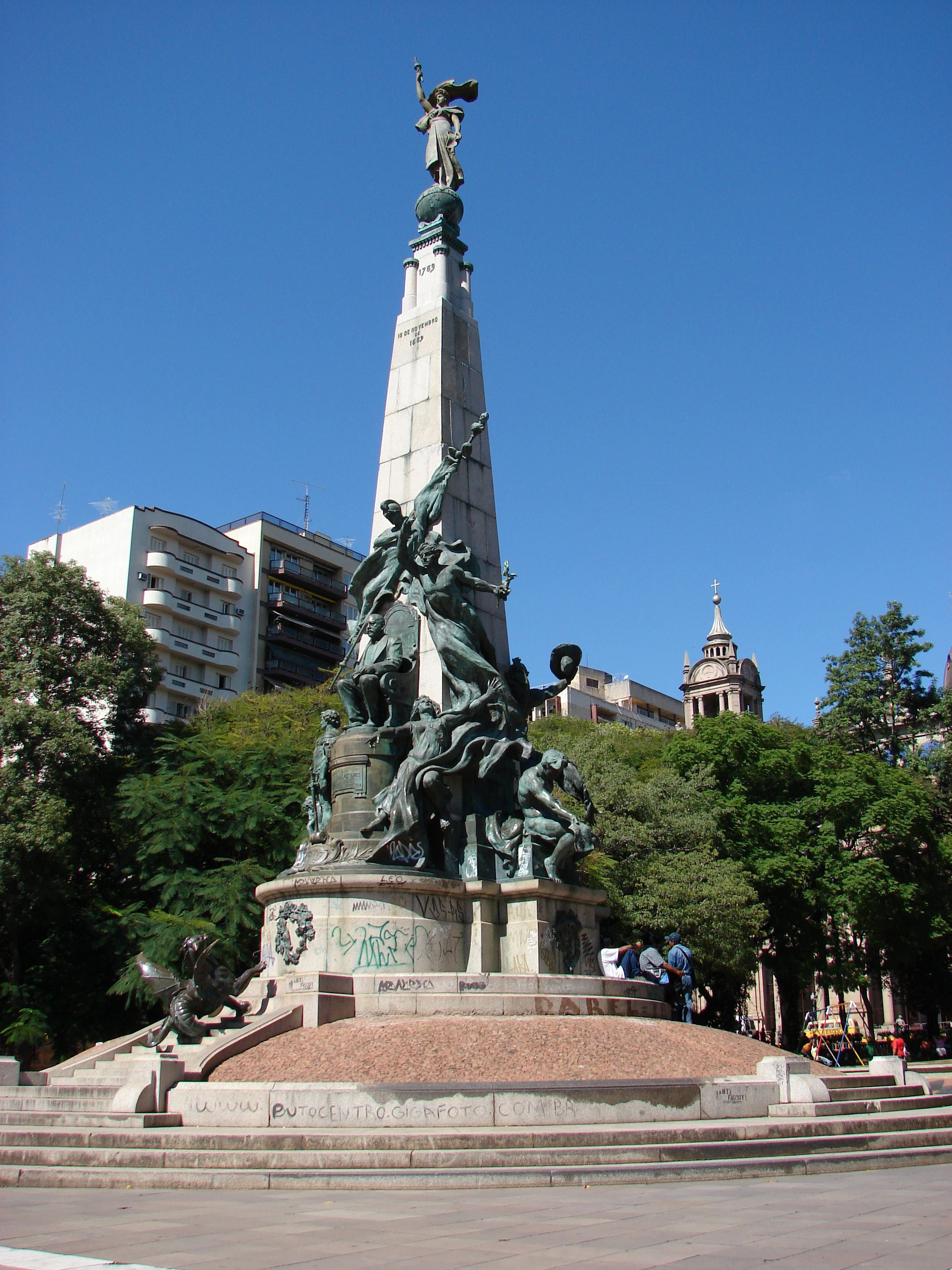
ジュリオ・デ・カスティロス記念碑
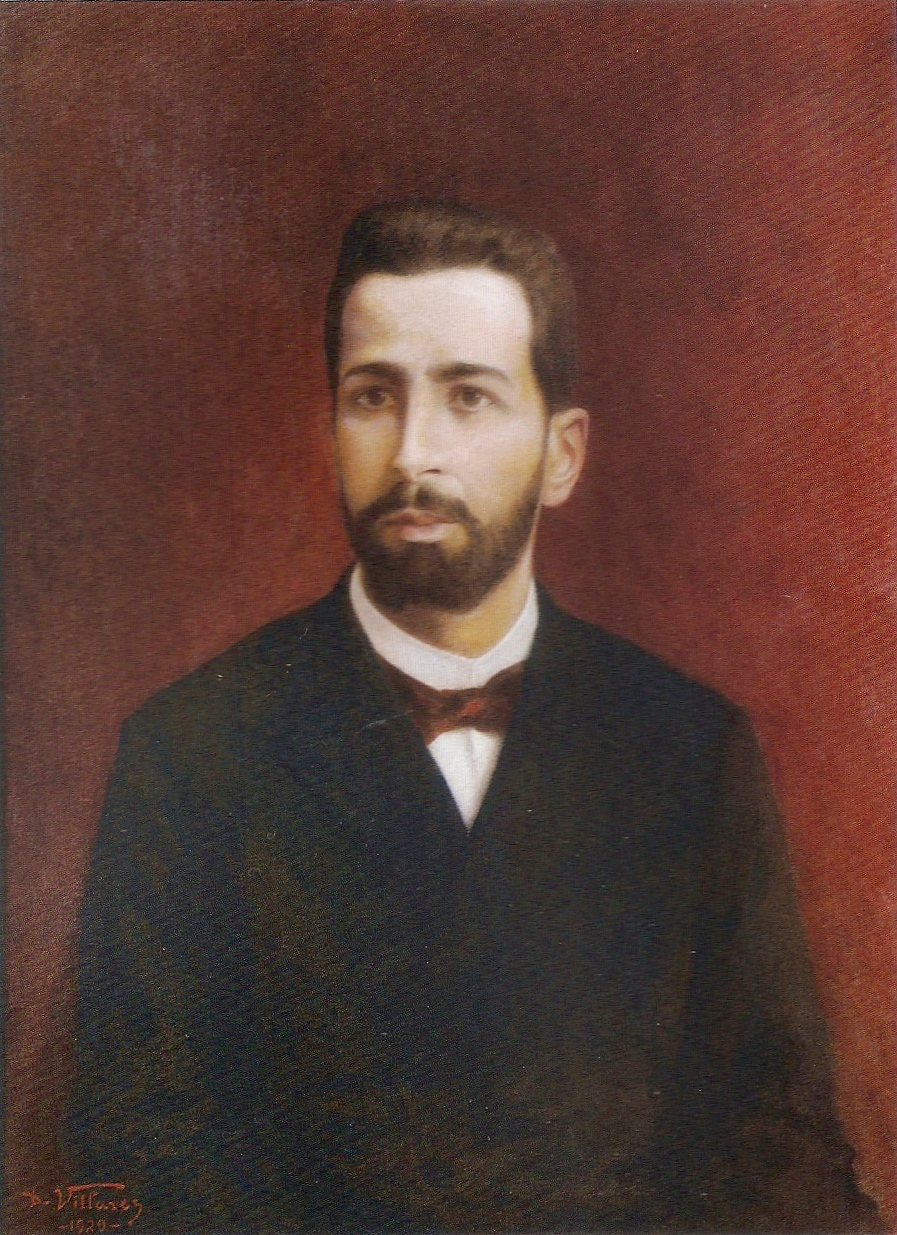
肖像画 (1929)
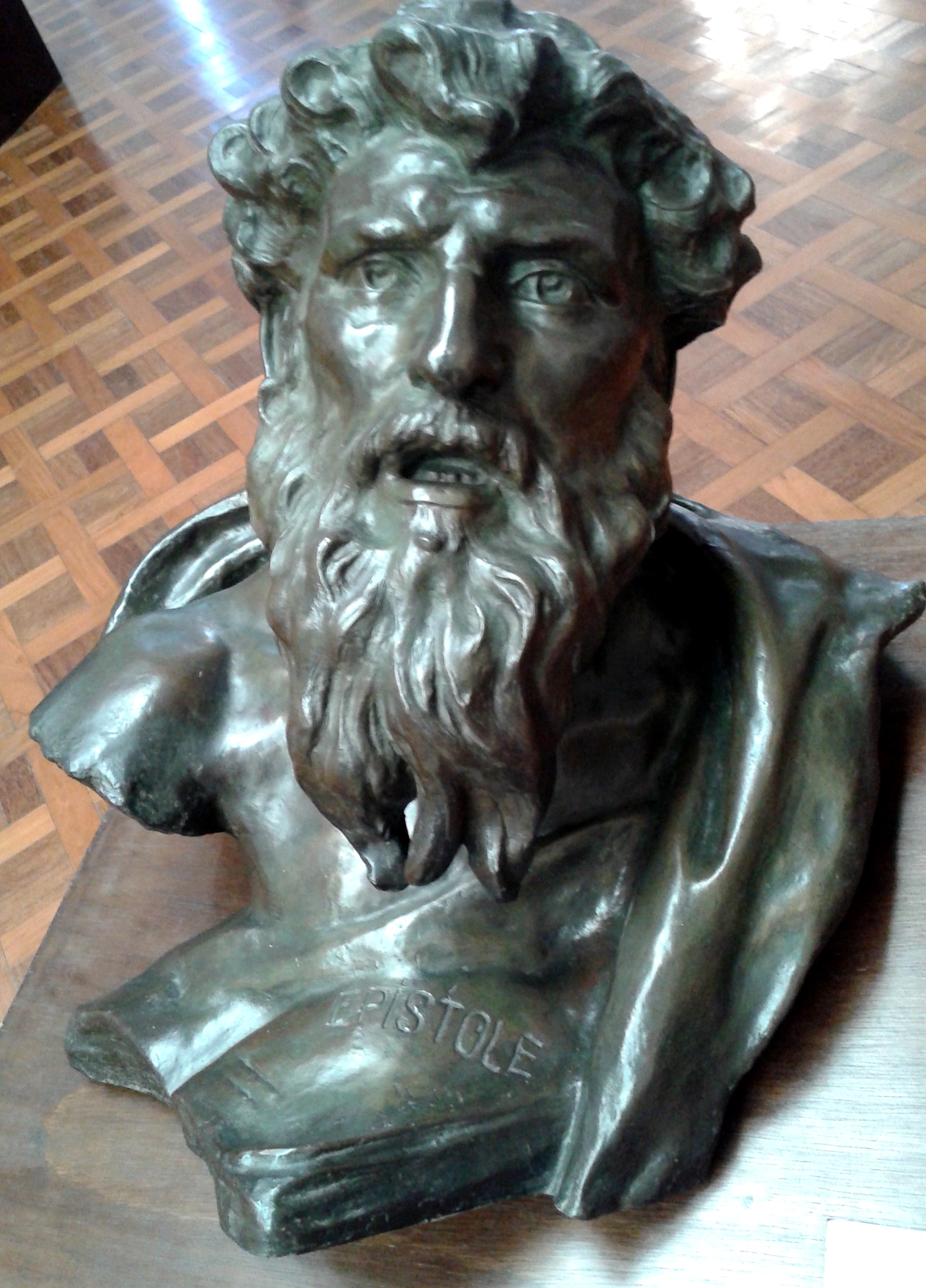
彫刻作品

## 関連文献
- Cultural, Instituto Itaú. «Décio Villares | Enciclopédia Itaú Cultural». Enciclopédia Itaú Cultural.
- Paul, Wolf (1 de janeiro de 2000). «Ordem e progresso: origem e significado dos símbolos da bandeira nacional brasileira». Revista da Faculdade de Direito, Universidade de São Paulo. 95: 251–270. ISSN 2318-8235. doi:10.11606/issn.2318-8235.v95i0p251-270